# Joachim Heinrich Campe
Joachim Heinrich Campe född 29 juni 1746 i Deensen, död 22 oktober 1818 i Braunschweig, var en tysk författare och pedagog.
Campe studerade filosofi i Helmstedt och teologi i Halle an der Saale, hade ett par år anställning som informator för bröderna Wilhelm och Alexander von Humboldt, utnämndes 1773 till fältpräst i Potsdam och 1776 av furst Franz av Dessau till utbildningsråd och lärare vid det av Johann Bernhard Basedow grundade "Philanthropinum", vars föreståndare han var till slutet av 1777, då han upprättade en mindre uppfostringsanstalt, i Billwärder vid Hamburg, som han 1783 flyttade till Trittau i Holstein. År 1787 kallades han av hertig Karl till domherre och skolinspektör i Braunschweig, men då hans pedagogiska reformsträvanden i "filantropinsk" riktning mötte kraftigt motstånd av prästerskap och ständer, drog han sig 1805 tillbaka och ägnade sig sedan uteslutande åt författarskap, förläggarverksamhet och bokhandel.
Campes pedagogiska grundsatser överensstämmer med Basedows. Han ivrade för gymnastiska övningar, för undervisningens inriktning på det praktiskt användbara, för den "av naturen goda" människans uppfostran till sedlighet, främst genom förståndets upplysning. Poesin var honom nästan en styggelse. "Deras förtjänst, som infört potatisodlingen eller uppfunnit spinnrocken", ansåg han vida större än Homeros. 
Campe utövade även en omfattande skriftställarverksamhet. Hans viktigaste pedagogiska verk är: Allgemeine Revision des gesammten Schul- und Erziehungswesens (16 band, 1785–91), utgiven av honom tillsammans med flera skolmän, samt Theophron oder der erfahrene Rathgeber für die unerfahrene Jugend (1783; 11:e upplagan 1843; "Theophron eller den erfarne rådgivaren för den oerfarna ungdomen", del I, tredje upplagan 1851).
Han var även den främste representanten för den ungdomslitteratur, vilken snabbt uppblomstrade i slutet av 1700-talet. Hans "Sämmtliche Kinder- und Jugendschriften", omfattar 39 band, av vilka kan nämnas Entdeckung von Amerika ("Amerikas upptäckande", 1864) och den efter Daniel Defoes Robinson Cruse omarbetade Robinson der jungere (1779; "Robinson den yngre", översatt till alla europeiska språk). Om hans intresse för tyskan och dess renhet vittnar hans Wörterbuch der Erklärung und Verdeutschung der unserer Sprache aufgedrungenen fremden Ausdrücke (1801) samt hans Wörterbuch der deutschen Sprache (1807-12).